# Voltoya
El río Voltoya es un curso de agua del interior de la península ibérica, afluente del Eresma. Perteneciente a la cuenca hidrográfica del Duero, discurre por las provincias españolas de Ávila y Segovia.

## Curso
Trascurre por las provincias castellanas de Ávila y Segovia, haciendo en parte de su curso de frontera entre ambas. Su nacimiento se localiza en las sierras de Guadarrama y Malagón (sistema Central), dentro de la parte más occidental del término municipal de El Espinar conocida como Campo Azálvaro, recogiendo también aguas de la Dehesa de la Cepeda, enclave de la Comunidad de Madrid.
Poco después de su nacimiento es retenido en el embalse de Serones que abastece de agua potable a la ciudad de Ávila.
Atraviesa la N-110 y la AP-51 bajo magníficos puentes de hormigón. En esta zona se conserva, aunque sin uso, un bello puente de piedra de buena factura, de un único arco, con sus dovelas de granito, que servía a una antigua ruta, y también el antiguo puente de la N-110. Aguas abajo atraviesa también la A-6 y la N-VI cerca de Coto de Puenteviejo. Aquí abandona la provincia de Ávila y entra en la de Segovia, para pasar por Juarros de Voltoya y cerca de la Nava de la Asunción, camino de Coca.
Desemboca cerca de Coca en el Eresma, en la margen izquierda de dicho río. El Eresma es a su vez tributario del río Adaja, afluente este directo del río Duero.
Actualmente su caudal es muy escaso ya que sus aguas se usan intensivamente para los campos de regadío de su cuenca.
Aparece descrito en el decimosexto volumen del Diccionario geográfico-estadístico-histórico de España y sus posesiones de Ultramar de Pascual Madoz de la siguiente manera:

VOLTOYA: r. que nace en el campo Azalvaro, prov. de Avila, y entra en la de Segovia por el térm. de Labajos, part. de Sta. Maria de Nieva: sirve de lim. á las 2 prov. citadas, y atravesando el térm., de Sanchidrian, las riberas de Peromingo, Muñivas, Salvador, Ibienza, Juarros de Voltoya y térm. de Moraleja y Santiuste, desemboca en el Eresma, cerca de la v. de Coca: su curso es perenne, de escaso caudal y casi nulo en el estío: es tan poco profundo su cauce, que se desborda con frecuencia é inunda algunas huertas sit. á sus márg.: las aguas solo se utilizan para mover diferentes molinos harineros: tiene 3 puentes de piedra de sólida construccion; el primero llamado Azalvaro, sit. en el térm. de Sanchídrian, sobre el camino real de Madrid á Olmedo y Valladolid con un ojo y un desaguadero; el segundo junto á un molino llamado de la Ibienza, con un ojo bastante grande y 2 pequeños, y el tercero en el térm. de Coca; cria algunos pececillos, cangrejos y anguilas.
(Madoz, 1850, p. 415)

## Afluentes
Afluentes del Voltoya  por la izquierda son los ríos Tuerto, el Ciervos o de Mediana que a su vez recibe las aguas del Cortos y el arroyo de Saornil. Por la derecha recibe las aguas del río Cardeña y del arroyo de la Magdalena, este retenido a su vez en el embalse de Torrelara, cerca de Peromingo.
- Río Tuerto
- Río Ciervos/Río de Mediana
- Río Cardeña